# مايكل ديفيز (لاعب هوكي جليد)
ميخائيل ديفيز (بالإنجليزية: Michael Davies)‏ هو لاعب هوكي جليد أمريكي، ولد في 10 ديسمبر 1986 في تشيسترفيلد في الولايات المتحدة.

## وصلات خارجية
- مايكل ديفيز على موقع دوري الهوكي الوطني (الإنجليزية)
- مايكل ديفيز على موقع EliteProspects.com (الإنجليزية)
- مايكل ديفيز على موقع HockeyDB.com (الإنجليزية)